# Brodogradilište Kraljevica
Kraljevica je brodogradilište, koje se nalazilo u istoimenom gradu Kraljevica, u Primorsko-goranskoj županiji.

## Povijest
Brodogradilište Kraljevica osnovao je 1729. godine car Karlo VI. Ono je kolijevka industrijalizacije i razvoja gospodarstva Hrvatske, te stoga s pravom nosi epitet prvog brodogradilišta na istočnoj obali Jadranskog mora, u Hrvatskoj.
Kroz gotovo tristo godina postojanja, brodogradilište Kraljevica je prolazilo kroz mnoge krize i iskušenja, ali je opstalo zahvaljujući svojim djelatnicima, osiguravajući im posao i život, dok je gradu Kraljevici i ostalim stanovnicima osiguralo ekonomski razvoj i napredak.
Pravi procvat ovo brodogradilište doživljava sredinom 19. stoljeća kada u njemu djeluju britanski brodograditelji, braća Pritchard, koji su pokrenuli gradnju parobroda za ratnu mornaricu, te plovila u seriji jedrenjaka.
Drugi procvat brodogradilište doživljava tijekom 1. svjetskog rata, kada su se gradili manji ratni brodovi za Austro-ugarsku mornaricu.
Tijekom 2. svjetskog rata pri bombardiranju i miniranju uništeno je oko 60% brodogradilišnih kapaciteta, tako da je Brodogradilište Kraljevica nakon završetka rata rekonstruirano, prošireno i modernizirano.
Međutim, nakon 2. svjetskog rata, kada je Hrvatska opet ušla u Jugoslaviju, brodogradilište je nazvano Titovo brodogradilište, ali je nakon pada komunizma i osamostaljenja Hrvatske 90-ih godina 20. stoljeća, preimenovano u Brodogradilište Kraljevica.
Ono po čemu je ovo brodogradilište poznato, je to, da je 1947. Kraljevica prvo brodogradilište u bivšoj državi koje je izgradilo prvi brod tehnologijom zavarivanja.
Od 1946. do 2008. u ovom se brodogradilištu izgradilo ukupno 197 brodova različite namjene iz sastava trgovačke flote, putničkih brodova, trajekata, vojnih plovila, i ostalih.
Novi koncesionar Luke posebne namjene Dalmont d.o.o. iz Kraljevice od preuzimanja koncesije 2014- te godine nastavlja brodoremonotnu djelatnost prvenstveno trajekata, ali i ostalih brodova.
Dalmont d.o.o. 2018-te godine isporučuje novogradnju RO-RO putnički brod za Rapsku plovidbu d.d., te 2019-te dva putnička na električni pogon za JU NP Krka.

## Kraj
Nakon 283 godine neprekidnoga rada, Brodogradilište Kraljevica prestaje postojati 4. lipnja 2012. godine. Vladinom odlukom o stečaju radnici dobivaju otkaze i otpremnine, a prostor Brodogradilišta, vojni arsenal osnovan ukazom austrijskoga cara 1729., postaje dijelom povijesti. Trgovačko društvo Dalmont d.o.o. iz Kraljevice kao jedan od dugogodišnjih kooperanata Brodogradilišta Kraljevica d.d., dana 21.10.2014 potpisuje Ugovor o prijenosu koncesije s Ministarstvom mora prometa i infrastrukture, te postaje koncesionarom Luke posebne namjene - brodogradilište Kraljevica. Na predmetnom koncesijskom području Dalmont d.o.o. nastavlja prvenstveno brodoremontnu djelatnost, ali i gradi novogradnje. 
Galerija fotografija

## Vanjske poveznice
- Brodogradilište Kraljevica Hrvatska tehnička enciklopedija, portal hrvatske tehničke baštine. LZMK